# Temon (Ngrayun)
Temon is een bestuurslaag in het regentschap Ponorogo van de provincie Oost-Java, Indonesië. Temon telt 3147 inwoners (volkstelling 2010).